# Hyphessobrycon mavro
Hyphessobrycon mavro är en fiskart som beskrevs av García-alzate, Román-valencia och Prada-pedreros 2010. Hyphessobrycon mavro ingår i släktet Hyphessobrycon och familjen Characidae. Inga underarter finns listade i Catalogue of Life.